# 丁香花花介
丁香花花介（学名：Callistocythere eugenia）为細花介科花花介屬下的一个种。